# 时光暂停
《时光暂停》（日语：時ヲ止メテ）是韩国男子团体東方神起在日本发行的第30张单曲。于2010年3月24日由avex trax公司发行。

## 概要
这首歌曲是组合以5人体制发表的最后一张单曲，首次收录于精选专辑《BEST SELECTION 2010》的这首歌曲由于反响巨大，最后决定作为单曲再次发行。
单曲分为「CD+DVD」「只CD」两种版本发行，前者有收录主打歌《时光暂停》的MV与MV的拍摄过程（只在初回限定盘中收录），后者则收录有《时光暂停》的混音版本。初回限定版本封入特典是封面大小的卡片（6种中随机封入1种）。
B面曲《CHECKMATE》是鄭允浩的独唱歌曲，和上张单曲《BREAK OUT!》收录的金俊秀的独唱曲《XIAHTIC》相同，都是在2009年举办的巡演的東京巨蛋公演上首次披露。LIVE DVD《4th LIVE TOUR 2009 〜The Secret Code〜 FINAL in TOKYO DOME》有收录这首歌的演唱舞台。

## 收录歌曲

### CD
1. 《时光暂停》 (5:34)
  - 作詞：Shinjiroh Inoue（日语：ラムジ (歌手)）、作曲：Ichiro Fujiya、編曲：Daisuke Kahara)

「日本Menard化妆品（日语：日本メナード化粧品）」广告曲
2. 《CHECKMATE》 (YUNHO from 東方神起) (4:28)
  - 作詞、作曲、編曲：YUNHO・LEE CHAN WOO、日本語詞：H.U.B.)
3. 《时光暂停》 -never end remix-
  - 混音：Shinjiroh Inoue
4. 《时光暂停》 (Less Vocal) (5:33)
5. 《CHECKMATE》 (Less Vocal) (4:26)

### CD+DVD
CD
1. 《时光暂停》
2. 《CHECKMATE》 (YUNHO from 東方神起)
3. 《时光暂停》 (Less Vocal)
4. 《CHECKMATE》 (Less Vocal)

DVD
1. 《时光暂停》Video Clip
2. 《时光暂停》Off Shot Movie （只初回限定盤有收录）